# Oxhult
Oxhult är en by vid Smedjeån i södra Halland knappt ett par mil sydost om Laholm. Oxhult är kanske mest känt för den före detta sätesgården Sjöboholm slottsruin och Oxhultasjön.
Oxhult består av ett antal hus och gårdar, många av hushållen är sommarstugor som ägs av danskar. 
Oxhults naturreservat ligger nära byn Oxhult. 